# حوراء النداوي
حوراء النداوي (مواليد عام 1984 م) هي كاتبة وروائية عراقية.
ولدت حوراء في بغداد بالعراق عام 1984 لأبوين عربيين و أكراد. وفي عمر السادسة، غادرت الأسرة العراق إلى الدنمارك بعد انتفاضة 1991 حيث تعلّمت اللغة العربية في المنزل.
درست حوراء علوم اللغة والقصة القصيرة والمقال. من آثارها: «تحت سماء كوبنهاغن» - دار الساقي، 2010 م. وهي ابنة السيد اياد بنيان رئيس نادي الشرطة الرياضي في العراق. هي الابنة الكبرى ولديها شقيق وشقيقة. حوراء النداوي هي زوجة لاعب كرة القدم العراقي نشأت أكرم وتسكن حالياً في لندن.